# Stade Camille Fournier
Stade Camille Fournier – wielofunkcyjny stadion w Évian-les-Bains, we Francji. Został otwarty w 1964 roku. Może pomieścić 3000 widzów (z czego 1500 miejsc jest zadaszonych).
Obiekt był bazą treningową dla reprezentacji Niemiec podczas finałów Euro 2016.
3 czerwca 2018 roku na stadionie odbył się mecz towarzyski reprezentacji Albanii i Ukrainy (1:4).